# Casper Crump
Casper Frederik Crump (Copenaghen, 11 luglio 1977) è un attore danese.

## Biografia
Conosciuto in Danimarca per film e serie tv, nel 2016 interpreta il ruolo del cattivissimo Vandal Savage nella serie Legends of Tomorrow, spin-off di The Flash.

## Filmografia parziale

### Cinema
- Lost Generation, regia di Charlotte Sachs Bostrup (2004)
- Above the Street, Below the Water, regia di Charlotte Sieling (2009)
- Almost Perfect, regia di Hella Joof (2012)
- Talenttyven, regia di Jonatan Spang (2012)
- Helium (2014) - cortometraggio
- The Legend of Tarzan, regia di David Yates (2016)

### Televisione
- The Protectors - serie TV, (2009)
- 2900 Happiness - serie TV, (2009)
- Park Road - serie TV, (2009)
- The Killing - serie TV, (2009)
- Kristian - serie TV, (2009-2011)
- Lykke - serie TV, (2011-2012)
- Tvillingerne & Julemanden - serie TV, (2013)
- The Flash - serie TV, (2015)
- Arrow - serie TV, (2015)
- Legends of Tomorrow - serie TV, (2016)